# Bombus vosnesenskii
Bombus vosnesenskii là một loài Hymenoptera trong họ Apidae. Loài này được Radoszkowski mô tả khoa học năm 1862.

## Hình ảnh

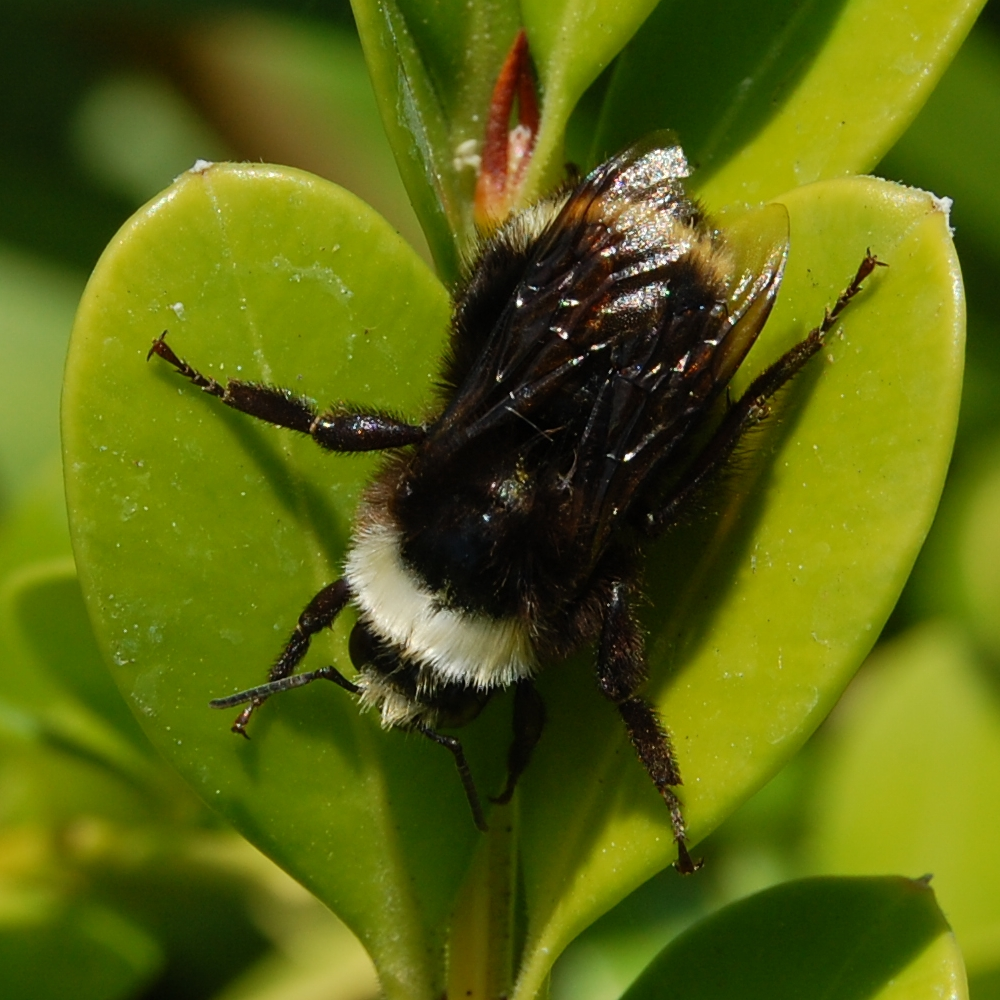
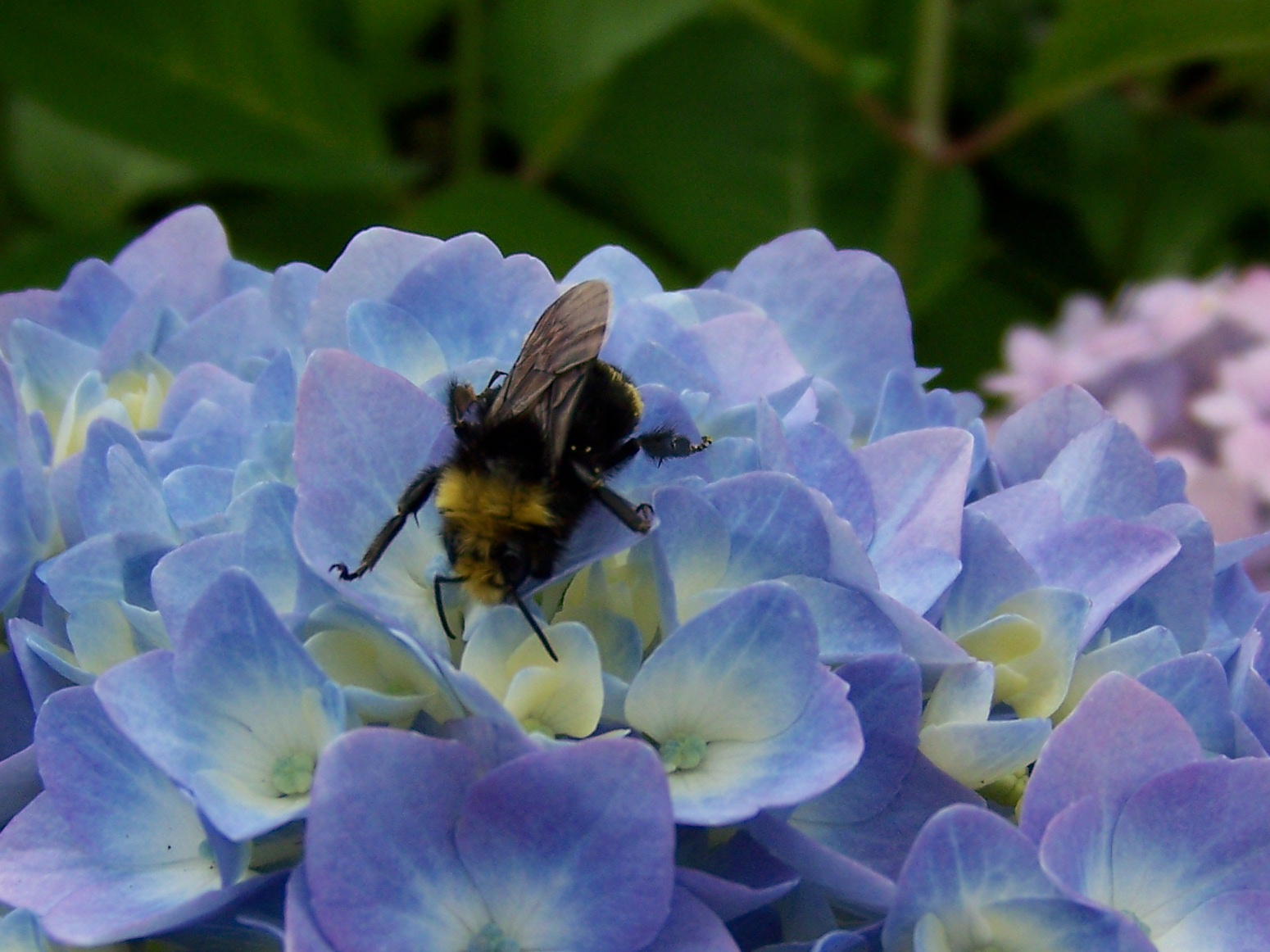
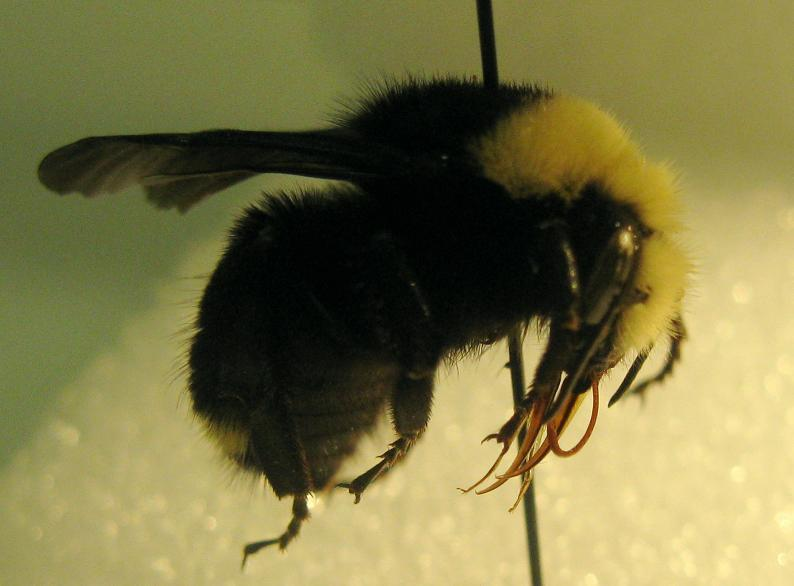
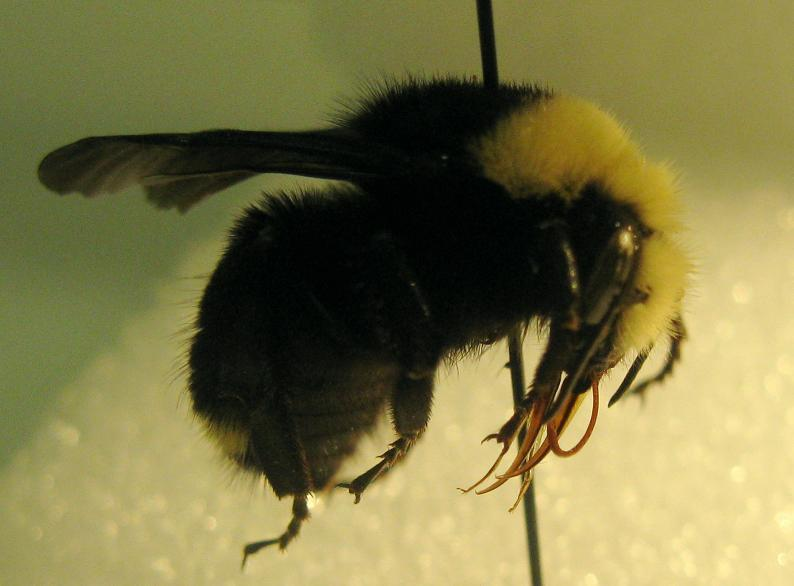